# Council of Managers of National Antarctic Programs
Der seit 1988 operierende Council Of Managers Of National Antarctic Programs – COMNAP (Rat der Leiter der nationalen Antarktisprogramme) ist eine Dachorganisation aller 29 teilnehmenden nationalen Verbände und Institute, die in der Antarktis ihre Forschungen betreiben. Sie koordiniert die Transportlogistik und die Forschungsprojekte und nimmt bei Bedarf eine Beraterolle bei den Antarctic Treaty Consultative Meetings (ATCM) ein. Sie erstellt Leitlinien für den umweltverträglichen Umgang mit Abfällen, Ölaustritten und Luftsicherheit.
Während die Wissenschaftler mit dem Scientific Committee on Antarctic Research (deutsch Wissenschaftlicher Ausschuss für Antarktisforschung) schon länger eine Dachorganisation besaßen, wurde mit der Gründung von COMNAP erstmals auch eine solche Koordinationsstelle für die vor Ort tätigen Betreibergesellschaften geschaffen. Die Richtlinien werden in den vier offiziellen Sprachen des Antarktisvertrages (Englisch, Französisch, Spanisch und Russisch) herausgegeben. Das Sekretariat befindet sich in Hobart, Tasmanien.